# ヌーノ・モライス
ヌーノ・ミゲル・バルボザ・モライス（Nuno Miguel Barbosa Morais、1984年1月29日 - ）は、ポルトガル・パナフィエル出身のサッカー選手。ポジションはDF。

## 経歴
04年当時チェルシーのジョゼ・モウリーニョ監督にCBとしての能力を買われ、母国ポルトガルからイングランドに渡る。だがジョン・テリー、リカルド・カルバーリョを始めとした選手層の厚さに出場機会はなく、モウリーニョの慰留もあったが移籍を決意する。
07年ほとんど予備知識もなく小国キプロスのAPOELニコシアに移籍するや、中盤での守備力の才能が開花。チームの中心的役割を果たし、同年チームをCL出場へ導いた。
18-19シーズン限りで引退。

## 代表歴
ポルトガルU-21代表として2006年に地元開催のUEFA U-21欧州選手権に出場した。

## 所属クラブ
- FCペナフィエル 2002-2004
- チェルシーFC 2004-2007

→  CSマリティモ (loan) 2005-2006
- APOELニコシア 2007-2019

## タイトル
APOEL
キプロス・ファーストディビジョン:(2):2008-09, 2010-2011